# تینا بیربیلی
تینا بیربیلی (یونانی: Κωνσταντίνα Μπιρμπίλη؛ زادهٔ ۱۹۶۹) یک سیاست‌مدار اهل یونان است. وی وزیر انرژی اسبق یونان می‌باشد.